# Plexaura ehrenbergi
Plexaura ehrenbergi is een zachte koraalsoort uit de familie Plexauridae. De koraalsoort komt uit het geslacht Plexaura. Plexaura ehrenbergi werd in 1865 voor het eerst wetenschappelijk beschreven door Kölliker. 